# 南江黄羊
南江黄羊是一个肉用山羊品种，主产地位于中国四川省南江县。
南江黄羊是南江县畜牧局等7个单位联合培育的一个品种。1996年，南江黄羊通过中国国家畜禽遗传资源管理委员会羊品种审定委员会审定，并于1998年被中国农业部批准命名。南江黄羊为中国地理标志产品，范围为南江县现辖行政区域。
南江黄羊被毛较短，为黄褐色。公羊面部毛色黑，前胸、颈肩、腹部及大腿等处被毛深黑而长。母羊多有角，少部分无角。